# Enrique Márquez Jaramillo
Enrique Márquez Jaramillo (San Luis Potosí, 4 de marzo de 1950), conocido en México y fuera de él como Enrique Márquez, es un poeta, historiador y político mexicano
 que participó, a principios de 1994, en la Comisión para la Paz y la Reconciliación en Chiapas con motivo del alzamiento del Ejército Zapatista de Liberación Nacional (EZLN) en ese estado. Entre 2007 y 2010, fue el responsable de organizar los festejos del Bicentenario de la Independencia y del Centenario de la Revolución en la Ciudad de México. A finales de 2012, convocó a la Cumbre Mundial de Indignados, Disidentes e Insurgentes, que se celebró en la misma ciudad.

## Biografía
Nació el 4 de marzo de 1950 en la región altiplano potosino. Realizó sus primeros estudios en el Internado No. 10 Damián Carmona, una vieja institución modelo de la educación nacionalista y social del cardenismo. Cursó la carrera de Derecho de 1969 a 1974 en la Universidad Autónoma de San Luis Potosí. Para financiar sus estudios universitarios  trabajó como obrero industrial en diversas factorías de Chicago, Illinois. Esta experiencia y el convivir con los inmigrantes polacos, ucranianos, italianos, puertorriqueños y mexicanos, nutrieron  su idea social y motivaron varios proyectos literarios de poesía y relato que permanecen inéditos.

## Trayectoria literaria
En San Luis Potosí, perteneció a la Sociedad Literaria Manuel José Othón (1967) en cuyos boletines publicó sus primeros poemas, y al Taller Literario de la Casa de la Cultura que coordinaba, en 1973, el escritor ecuatoriano Miguel Donoso Pareja. Compartió esa experiencia formativa con narradores y poetas como Juan Villoro, David Ojeda, José Ignacio Betancourt y José de Jesús Sampedro, Roberto Bolaño y Mario Santiago Papasquiaro.
En la primera mitad de la década de 1970, desde su ciudad natal, fue un intenso promotor de la poesía mexicana en el extranjero y de algunas literaturas del mundo en México. En 1973, invitado por la Universidad de Panamá y la Revista Penélope, impartió un curso sobre poetas mexicanos contemporáneos y participó en varias lecturas con escritores de ese país. Fruto del viaje fue la antología de jóvenes poetas panameños, Los Gorilas duermen la siesta, que publicó en la revista Letras Potosinas.
En 1971, entusiasmado por la emergencia de una nueva generación de poetas españoles, entre los que destacaban Vicente Molina Foix, Leopoldo María Panero, Ana María Moix y Manuel Vázquez Montalbán, preparó, también para Letras Potosinas, una antología de poemas de Manuel Vázquez Montalbán. Más de dos décadas después, cuando éste revisaba la edición de su libro Marcos: el Señor de los Espejos (extensa entrevista al dirigente del Ejército Zapatista de Liberación Nacional, EZLN), Márquez y Vázquez Montalbán habrían de conversar largamente, en Barcelona, sobre la insurrección chiapaneca de 1994. En esa ocasión, el desaparecido escritor catalán habría de mostrarse sorprendido de que su poesía hubiera generado interés en una provincia mexicana tanto tiempo atrás.
Colaboró, también en los setenta, en la Revista Cambio, de la Editorial Extemporáneos, que dirigían colectivamente Julio Cortázar, Miguel Donoso Pareja, Pedro Orgambide, Juan Rulfo y José Revueltas. También, en el Suplemento La Cultura en México de Carlos Monsiváis.
En 1975, poco tiempo después de irse a vivir a la Ciudad de México, recibió el Premio Nacional de Poesía Joven de México convocado por el Instituto Nacional de Bellas Artes. De 1976 a 1977, fue distinguido con la Beca de Literatura de esta institución, que le permitiría escribir su segundo libro de poesía, Liturgia del Gallo en Tres Pies. Publicado en 1979, el libro llevaba, en su cuarta de forros, este texto de Carlos Monsiváis: “Topos, casadas, tuertas vírgenes, putísimas policías, trapos y topos y policías. Chinche brava, murciélago faletto y fundillón clarín del baile. El repertorio es temible y familiar como una fábula de niños donde las palabras se equivocan de cuarto y proponen un sindicato de alucinaciones, o alguna visión metafórica semejante que me acerque, para llegar por algún modo, al ámbito poético de Enrique Márquez quien es, naturalmente, un santo desmadre, con la santidad de la experimentación y el relato transcurrido entre parodias de parodias y la poesía rescatada en el último instante, cuando ya parecía moraleja surrealista. Todo lo anterior es constancia de lectura y de la ávida y entogada poesía de un escritor excelente, distinto (fusílenlo si es original y si no lo es)”.
En 1979, cuando Monsiváis reeditó su antología La Poesía Mexicana del Siglo XX (México, Empresas Editoriales, 1966), decidió incluirlo en la nueva versión junto con otros jóvenes poetas como Alberto Blanco, Ricardo Castillo, Kyra Galván, David Huerta y Jaime Reyes.

## Trayectoria académica
Cursó la Maestría en Ciencia Política en el Centro de Estudios Internacionales de El Colegio de México (1975-1977) y el Doctorado en Historia en la Universidad de Perpignan, Francia. En esos años desarrolló un extenso proyecto de investigación que, abarcando diversos estudios de historia política y social de San Luis Potosí de los siglos XIX y XX, tuvo como sujeto principal la reconstrucción y análisis de la experiencia de poder que el viejo cacique potosino Gonzalo N. Santos y su familia ejercieron en la región Huasteca durante más de un siglo y medio (1806 a 1978). Un primer resultado de este proyecto fue su tesis de maestría La Casa de los Señores Santos: un cacicazgo en la Huasteca Potosina, 1876-1910 que, al desarrollar la hipótesis sobre los orígenes no populares de la Revolución Mexicana, habría de ser considerada como una contribución historiográfica importante por diversos historiadores mexicanos y extranjeros. Entre esos estudiosos, especialistas en el tema, se encuentran: Romana Falcón, Jean Meyer, Alan Knight, Wil Pansers, Claudio Lomnitz, Guy P.C. Thomson,, Antonio Escobar y Carlos Monsiváis.
Un importante proyecto de investigación que ocuparía sus pesquisas durante toda la década de 1980, fue el estudio de la trayectoria política e ideológica de Ponciano Arriaga, uno de los grandes exponentes del liberalismo social mexicano. Resultado de ese proyecto fue la publicación de las Obras Completas de Ponciano Arriaga, en cinco volúmenes, cuya investigación, compilación, notas introductorias y edición compartió con María Isabel Abella.
Entre las actividades desarrolladas en el ámbito de la promoción institucional y académica, están su contribución a la fundación del Instituto de Investigaciones Humanísticas de la Universidad Autónoma de San Luis Potosí (1984) y al Colegio de San Luis (1997).
Ha sido profesor e investigador del Departamento de Sociología de la Universidad Autónoma Metropolitana-Azcapotzalco, del Instituto de Investigaciones Sociales de la Universidad Autónoma de México, del Centro de Estudios Internacionales de El Colegio de México  y del Departamento de Ciencias Sociales de la Universidad Iberoamericana.

## Trayectoria política
Desde finales de la década de 1960 hasta principios de la de 1970, durante sus años universitarios en su estado natal, se inició en las actividades políticas. Fue representante estudiantil, por elección, en el Consejo Directivo universitario, candidato a la presidencia de la Federación Estudiantil, miembro del Comité de Huelga de la Facultad de Derecho. Poco después de cumplir 20 años, habría de tener su primera responsabilidad como funcionario público. Fue, entre otros cargos, jefe de los Servicios Públicos del Ayuntamiento de San Luis Potosí, puesto desde el que habría de enfrentar una grave sequía regional que en 1974 provocó el desabasto generalizado del agua en la ciudad durante dos meses.
Ya en la Ciudad de México, entre 1981 y 1994, manteniéndose alejado de los partidos políticos, fue asesor de Manuel Camacho Solís en la Subsecretaría de Desarrollo Regional de Programación y Presupuesto, la Secretaría de Desarrollo Urbano y Ecología, el Gobierno del Distrito Federal, la Secretaría de Relaciones Exteriores y la Comisión para la Paz y la Reconciliación en Chiapas. En ese tiempo, le correspondería participar en importantes proyectos políticos y sociales, como el de la reconstrucción de la Ciudad de México después de los sismos de 1985, la elaboración de la primera legislación ecológica del país y la constitución de la Comisión Nacional de Derechos Humanos. A finales de 1991,a propuesta del líder cívico Salvador Nava Martínez, intervino como mediador, por parte del Gobierno de Carlos Salinas de Gortari, en la negociación del conflicto postelectoral de San Luis Potosí, que tuvo en la propuesta de Nava de ciudadanizar los órganos electorales regionales su punto de solución. El 22 de abril de 1991 participó, en Estocolmo, en la Cumbre de la Internacional Socialista que presidió el excanciller alemán Willy Brandt y que tenía por finalidad la elaboración de la Iniciativa de Estocolmo sobre Seguridad Global y Gobernabilidad, que habría de concluirse en 1995.
Una muestra de la importancia que adquirieron sus ideas y su trabajo intelectual en la política nacional de esa época fue el hecho de que, basado en los escritos de Márquez sobre la historia de los liberales radicales del siglo XIX mexicano, Carlos Salinas terminó por denominar a su proyecto neoliberal como liberalismo social. A este respecto, Manuel Camacho Solís, en su libro El Desacuerdo Nacional dice: "Carlos Salinas denominaría su proyecto neoliberal como Liberalismo Social en un discurso que pronunció en el PRI (4 de marzo de 1992) a partir de unos escritos de Enrique Márquez. Enrique, quien era mi asesor en el Distrito Federal, conocía y admiraba el pensamiento del gran liberal social del siglo XIX, Ponciano Arriaga, cuyas obras completas compiló en cinco tomos y publicó a mediados de aquel año. De ahí salió el término utilizado por Carlos Salinas en adelante, aunque su contenido no tuviera nada que ver con el autor original, quien luchó hasta el final de su vida a favor de la justicia y la libertad".
En noviembre de 1993 viviría de cerca la crisis de sucesión presidencial que enfrentó a Manuel Camacho con Carlos Salinas de Gortari y su gabinete por la candidatura de Luis Donaldo Colosio. Una vez surgida la insurrección del EZLN, dado su prestigio como negociador, y merced a las presiones sociales del momento, Camacho sería designado para encabezar la Comisión para la Paz que habría de darle un curso político al conflicto de Chiapas. Entre enero y marzo de 1994, Márquez participaría como consejero político en los trabajos que llevaron al cese al fuego y a la Ley de Aminstía, y luego a los Diálogos de la Paz en San Cristóbal con el Ejército Zapatista de Liberación Nacional (EZLN).
En el libro ¿Por qué perdió Camacho?, revelaciones del asesor de Manuel Camacho Solís (México, Ed. Océano, 1995), dejó constancia de todas esas experiencias.
En 1999, cuando impartía clases para estudiantes de Sociología Política de la Universidad Iberoamericana, se incorporó como colaborador del recién fundado periódico Milenio Diario. Domingo a domingo, en él, publicaría su artículo denominado Diario de la Decadencia, en el que puso en duda, sistemáticamente, la transición democrática de México que demasiados políticos, académicos y comunicadores vislumbraron como la gran opción nacional.
Productos de ese ejercicio periodístico fueron el libro, hasta ahora inédito, ¿Transición a la democracia o transición a la criminalidad? (364 páginas mecanografiadas) y la polémica que sostuvo con el historiador Enrique Krauze justo en los días de la elección presidencial del 2000. En este año, fundó la empresa de consultoría política nacional e internacional Examina México en la que laboró hasta mediados de 2006, cuando se incorporó como asesor político del entonces candidato de la Jefatura de Gobierno de la Ciudad de México, Marcelo Ebrard.

## Comisión Bi100 de la Ciudad de México
En abril de 2007, Ebrard le nombró como Coordinador de la Comisión para el Bicentenario de la Independencia y el Centenario de la Revolución en la Ciudad de México, cargo que habría de desempeñar hasta el último día de diciembre de 2010. A diferencia de la Comisión Federal, instituida para el mismo propósito conmemorativo, que tuvo graves problemas de dirección (en casi tres años tendría cinco coordinadores) y serios cuestionamientos por la opacidad y la aplicación dispendiosa de los recursos, la Comisión de la Ciudad de México, conocida como Comisión Bi100, ejerció un presupuesto casi 50 veces inferior al federal, logrando desarrollar un programa de alcance local, nacional e internacional de gran aceptación.
A mediados de 2007, cuando comenzaron sus trabajos, la Comisión, asumiendo que todo acto de conmemoración histórica no puede ser sino revisionista, desató una intensa discusión académica y política al afirmar que los primeros disparos políticos e ideológicos de la Independencia de México habían surgido en la crisis de poder que tuvo lugar en la capital del Virreinato a mediados 1808. El debate involucró a historiadores como Javier García Diego, Enrique Krauze, Guillermo Tovar y de Teresa, Álvaro Matute, y Alejandro Rosas, y políticos priistas como Jesús Murillo Karam, Francisco Labastida y la panista Josefina Vázquez Mota.
Los años en la Comisión Bi100 de la Ciudad de México (2007-2010), fueron para él una gran experiencia como productor de numerosos proyectos de tipo artístico, cinematográfico, de divulgación científica y educativa, editorial y social, dentro de los cuales destacan aquellos que se prepararon para promover a la Ciudad de México en Iberoamérica y el mundo. Un ejemplo de esto es la exposición multimedia Ciudad de México, Ciudad Solidaria, Capital de Asilos, que narra la historia de los diversos momentos en que la capital de la República mexicana se convirtió en un espacio de acogida para los perseguidos de los fascismos de Europa y América Latina. La muestra fue llevada a Madrid, Oxford, Cádiz, Rosario (Argentina) y Montevideo entre otras ciudades. La Expedición 1808/Una Travesía por los Bicentenarios de Iberoamérica, serie de televisión de 13 capítulos producida por Bi100, es sin duda el proyecto de divulgación que más impacto tuvo fuera de México. Transmitida, por primera vez, a 22 países de la región latinoamericana por la cadena National Geographic en 2009, la serie sería proyectada en 2010 y retransmitida en 2011 por la red internacional de la televisión española (RTVE), a casi 150 países de los cinco continentes, sumando un total de casi 1.300 horas de transmisión en horario prime.

## Año de México en Francia
Al concluir los festejos históricos nacionales, fue designado por el Jefe de Gobierno Marcelo Ebrard para organizar el programa de actividades con el que debería participar la ciudad en el año dedicado por el Gobierno francés a México en 2011. Semanas después de suscitarse un grave conflicto diplomático que llevó a la cancelación de este importante evento binacional, el Gobierno de la ciudad decidió canalizar parte de los recursos ya empleados para realizar un programa cultural conocido como la Ciudad de México en el Cervantes que comprendió actividades de tipo literario, musical y cinematográfico, en las ciudades de Madrid, París, Burdeos, Roma y Colonia.

## Cumbre Mundial de Indignados, Disidentes e Insurgentes, México 2012
En diciembre de 2012, los días 7 al 10, coordinó la Cumbre Mundial de Indignados, Disidentes e Insurgentes, a la que fueron convocados un buen número de activistas en redes sociales de las primaveras árabes (Marruecos, Túnez, Libia, Siria y Egipto) y de los países donde se desarrollaron movimientos de protesta conocidos como de los indignados (España, Estados Unidos, Chile, México y Grecia). En la reunión, en la que tuvieron una participación destacada los escritores mexicanos, Paco Ignacio Taibo II, Genaro Villamil y Fabrizio Mejía, se ponderó la gran importancia que han venido adquiriendo el uso de las redes sociales como instrumentos de convocatoria y movilización pública.
En la actualidad, está dedicado a escribir un libro de tipo testimonial y analítico sobre la vida política mexicana de los últimos 20 años.

## Obras

### Poesía
- Botando una Pelota Roja, San Luis Potosí, Imp. Tepeyac, 1969.
- Liturgia del Gallo en Tres Pies, México, INBAL/Tierra Adentro, 1979.[77][78][79]
- En el Mismo Carretón sin Mar, México, Ed. Praxis/Dos Filos, Zacatecas, 1982.
- En el Caño del Mundo que Recaña Uyuyuy, Revista La Cultura en México, 1982.
- Amores, México, Ed. Verde Halago, 1995.
- Poemas para los de Sol, México, Ed. Verde Halago, 1995.[80]

### Inclusión en antologías
- Poesía Joven de México, México, Difusión Cultural de la UNAM/Instituto Nacional de Bellas Artes y Literatura, 1975.
- Miguel Donoso Pareja, Poetas Jóvenes de México, México, Revista Cambio Nº1,1975.
- Rogelio Carbajal, Summa de Poesía Mexicana, México, Revista Versus, 1977.
- Carlos Monsiváis, La Poesía Mexicana en el siglo XX, México, Ed. Promexa, 1979.
- Universidad de Perpignan, Departamento de Español, Encuentro de Jóvenes Poetas Latinoamericanos, Perpignan (Francia), Revista Ventanal, Invierno de 1981.
- Enrique Jaramillo Levy, Poesía Erótica Mexicana, 1880-1980 México, Ed. Domés, 1982.
- David Ojeda, Literatura Potosina. Cuatrocientos Años, San Luis Potosí, Ed. Ponciano Arriaga, 1992.

### Autor de antologías
- Todo el Destino a Pie. Muestra de jóvenes poetas y cuentistas mexicanos, en Etudes Mexicaines 3, Université de Perpignan, France, 1980, No. 3.
- Nueva Literatura Española:Poemas de Manuel Vázquez Montalbán, Letras Potosinas, 1975,Nº202

### Arte
- Código/Arte y Cultura Contemporáneos desde la Ciudad de México. Editor, con Ricardo Porrero, México, Comisión Bi100, 2010.
- Puerta 1808 de Manuel Felguérez (con dos grabados del artista). Edición y presentación. México, Centro Cultural Indianilla, 2009.[81]

### Historia
- Las Procuradurías de Pobres de Ponciano Arriaga, San Luis Potosí, Facultad de Derecho, Universidad Autónoma de San Luis Potosí, 1983.
- Antonio Díaz Soto y Gama y el Municipio en la Convención Liberal de 1901, San Luis Potosí, Facultad de Derecho, Universidad Autónoma de San Luis Potosí, 1984.
- Tierra, Clanes y Política en la Huasteca Potosina (1797-1843), Revista Mexicana de Sociología, UNAM, 1986.
- San Luis Potosí: Textos de su Historia, México, México Instituto de Investigaciones Dr. José María Luis Mora, 1987.
- Obras Completas de Ponciano Arriaga (investigación, edición y estudios introductorios) en colaboración con María Isabel Abella, México, Instituto de Investigaciones Jurídicas de la UNAM, 1992, 5 volúmenes.
- Memoria Póstuma del Lic. Francisco Primo de Verdad y Ramos, Síndico del Ayuntamiento de México 1808, (investigación, edición e introducción),  México, Gobierno de la Ciudad de México, Comisión Bi100, 2007.
- Cien Centenarios de la Ciudad de México, edición e introducción, México, Gobierno de la Ciudad de México, 2010.[82]
- La Ciudad de México y Cádiz, 1810-1823: En Busca de la Soberanía Constitucional, Edición e introducción,  México, 20/10, 2009.
- La Independencia en la Ciudad de México, editor, México, Espejo de Obsidiana, 2010.
- La Revolución en la Ciudad de México, editor, México, Espejo de Obsidiana, 2010.

#### Como autor participante
- Después de los Latifundios (La desintegración de la Gran Propiedad Agraria en México), con Francois Chevalier, Jan Bazant, Andrés Lira, Friedrich Katz y otros. México, El Colegio de Michoacán 1982.
- El Fraccionamiento de las Tierras de Felipe Barragán en el Oriente de San Luis Potosí, 1797-1905, con Horacio Sánchez Unzueta, San Luis Potosí, Academia de Historia Potosina, 1984.
- Estadistas, Caudillos y Caciques, con Carlos Martínez Assad y otros, México, UNAM, Instituto de Investigaciones Sociales. 1988.[83]

### Política
- Por qué perdió Camacho: Revelaciones del asesor de Manuel Camacho Solís, México, Editorial Océano, 1995.[7][8][9][10]
- Breve Diccionario para mexicanos furiosos, México Editorial Océano, 1996.
- La Miseria Política de Nuestro Tiempo, México, Editorial Océano, 1999.[84]

#### Como autor participante
- La Vida Política Mexicana en la Crisis, con Soledad Loaeza, Rafael Segovia, Carlos Martínez Assad y otros, México, El Colegio de México, 1987.[85][86][87]
- Electoral Patterns and Perspectives in Mexico,  con Arturo Alvarado, Juan Molinar Horcasitas, Jeffrey W. Rubin, Alberto Aziz Nassif y otros, University of California, San Diego, Center for US-Mexican Studies, 1987.
- Actualidad de Juárez, con Juan Ramón de la Fuente, Manuel Camacho Solís, Andrés Manuel López Obrador, Ifigenia Martínez, Marcelo Ebrard y otros, México, Universidad Nacional Autónoma de México, 2004.
- Gobernabilidad Democrática: ¿Qué Reforma?, con Diego Valadés, Lorenzo Meyer, Juan Ramón de la Fuente, Víctor Flores Olea, Héctor Aguilar Camín, Adolfo Aguilar Zinzer y otros, México, Instituto de Investigaciones Jurídicas de la Universidad Nacional Autónoma de México/Cámara de Diputados LIX Legislatura-Comisión Especial para la Reforma del Estado, 2004.

## Obras como productor cultural

### Arte urbano
- Escultura Puerta 1808, de Manuel Felguérez, en Ave. Juárez y Reforma, Ciudad de México, Comisión Bi100/Centro Cultural Indianilla(2007).[88]
- Fuente de la República, de Manuel Felguérez, en Ave. Juárez y Reforma, Ciudad de México, Comisión Bi100/Centro Cultural Indianilla (2007).[89]
- Grabado del Bicentenario de la Independencia,  Ave. Reforma (del Museo Nacional de Antropología a la Columna de la Independencia, 1 300 m.), Ciudad de México, con Comisión Bi100/Centro Cultural Indianilla.[90]

### Cine

#### Largometrajes
- Madero Muerto, Memoria Viva, de Juan Carlos Rulfo. Comisión Bi100/La Media Luna Producciones (2009).
- El Infierno, de Luis Estrada.  Comisión Bi100/Bandido Films (2010).
- El Atentado, de Jorge Fons. Comisión Bi100/Alebrije Producciones (2010).

#### Medio y cortometrajes
- 1808, de Miguel Necoechea. Comisión Bi100/Ivania Films 2007).[91][92]
- Mujeres X, de Patricia Arriaga. Comisión Bi100/Nao Films (2007).
- El Cura, el Niño y el Ciego, de Pablo Aura. Comisión Bi100/Burumbio Producciones (2008).
- Carlos Fuentes y la Ciudad de México, de Ezequiel Malbergier. Comisión Bi100/La Linterna de Hidrógeno (2008).
- Yo Álvaro, el Fantasma de La Bombilla, de Miguel Necoechea. Comisión Bi100/Ivania Films (2008).
- Los Trashumantes. de Francisco Cecetti, Comisión Bi100/CUEC-UNAM (2009).

### Televisión

#### Series
- Expedición 1808/Una Travesía por los Bicentenarios de Iberoamérica, Comisión Bi100/Nao Films (2008).
- Historia Mínima de México, Comisión Bi100/TV-UNAM (2009).
- 100 X 100 REVO, Comisión Bi100/TV-UNAM (2010).
- Arte Shock, Comisión Bi100/TV-UNAM (2010).
- El Bicentenario al Diván: México en Terapia, Comisión Bi100/Asociación Psicoanalítica Mexicana/TV-UNAM (2010).
- 100 Centenarios de la Ciudad de México, Comisión Bi100/TV-UNAM (2010).

### Proyectos de Tecnología
- Aldea Digital. Comisión Bi100/OCESA (2009).[93][94]
- Serie Héroes MX, juegos electrónicos para la enseñanza de la Historia de México. Comisión Bi100/Sietemedia Productores.[95]
- Robot educativo de Miguel Hidalgo. Comisión Bi100/Animatronics (2010).[96]

### Música

#### Investigación y preservación de la música tradicional mexicana
- Si Juárez no hubiera muerto…, de Óscar Chávez. Comisión Bi100/ Martha de Cea (2009).

#### Música y género, divulgación popular
- Las Corregidoras Toman la Ciudad, conciertos  en autobuses urbanos en la Ciudad de México, con Ely Guerra, Natalia Lafourcade, Susana Zabaleta, Aurora y la Academia, Regina Orozco y Amaditita. Comisión Bi100/Consecuencias Artísticas, S.A.[97][98][99]

## Premios y distinciones
- Premio Nacional de Poesía Joven 1975, Instituto Nacional de Bellas Artes.
- Becario de El Colegio de México, 1975-1977.
- Becario de Literatura 1976 del Instituto Nacional de Bellas Artes.
- Becario del Consejo Nacional de Ciencia y Tecnología, 1979-1982.
- Premio Pantalla de Cristal 2007 a la producción de  Mujeres X, de Patricia Arriaga, como mejor película digital.
- Elección como uno de los 300 Líderes de México, 2009.[100]
- Premio Nacional de Periodismo de Divulgación Científica y Cultural 2009, compartido con TV-UNAM, por la producción de la serie Historia Mínima de México.
- Premio Nacional de Periodismo de Divulgación Científica y Cultural 2010, compartido con TV-UNAM, por la producción de la serie El Bicentenario al Diván: México en Terapia.